# Olivia Williams
Olivia Haigh Williams (født 26. juli 1968 i Camden Town, London i England) er en britisk skuespillerinde, som blandt andet medvirker i The Heart of Me og fox-serien Dollhouse.
Olivia Williams er datter af to advokater. Før hun begyndte på skuespillet, studerede hun engelsk på Cambridge. I 1998 medvirkede hun i den Golden Globe-nominerede film Rushmore med Bill Murray, som lærerinden Rosemary Cros. I Den sjette sans i 1999, spillede hun gift med Bruce Willis.

## Filmografi
- Victoria & Abdul  (2017)